# Liste der „100 peinlichsten Berliner“
Das Berliner Stadtmagazin tip stellt seit 1999 jährlich eine Liste der „100 peinlichsten Berliner“ zusammen, die in der tip-Ausgabe zum Jahreswechsel veröffentlicht wird.

## Konzeption
Ursprünglich wurden Reihenfolge und Gewinner durch eine Jury festgelegt, heute können auch Leser der tip-Website per Abstimmung mitentscheiden. Die hundert zur Auswahl stehenden Berliner werden vom tip mit einem sarkastisch bis gehässig gehaltenen Kurztext versehen. Die Bekanntgabe der Liste sorgt regelmäßig für eine zumindest regionale Presseresonanz. 

## Platz 1
Auf Platz 1 der Liste wurden bisher gewählt:
- 1999: DJ und Loveparade-Gründer Dr. Motte[2]
- 2000: „Partygirl“ Ariane Sommer
- 2001: Berliner CDU-Politiker Frank Steffel[3]
- 2002: Diplomatengattin Shawne Fielding-Borer.[4]
- 2003: Holocaustdenkmal-Befürworterin Lea Rosh[5]
- 2004: Mauermuseumsgründer-Witwe Alexandra Hildebrandt[6]
- 2006: Bahnchef Hartmut Mehdorn
- 2007: → Es fand keine Wahl statt.←
- 2008: Witze-Erzähler Mario Barth
- 2009: Finanzpolitiker Thilo Sarrazin[7]
- 2010: Maseratifahrender Treberhelfer Harald Ehlert[8]
- 2011: „Zwölftagesenator“ Michael Braun[9]
- 2012: „Der Überflieger“ Klaus Wowereit[10]
- 2013: „Gewaltverherrlichender Rapper“ Bushido[11]
- 2014: Die „die Dinge zur Not auch aus dem Ruder laufen lassende“ Monika Herrmann, Bezirksbürgermeisterin von Friedrichshain-Kreuzberg[12]
- 2015: „Gesicht des Behördenversagens“ Sozialsenator Mario Czaja[13]
- 2016:[14] „Volkspfosten“ Mario Barth
- 2017:[15] Vegan-Gastronom Attila Hildmann[16]
- 2018:[17] „Eine Katastrophe nicht nur für das politische Berlin“ AfD-Politikerin Beatrix von Storch[18]
- 2019:[19] „Mrs. Mangel“ Schulsenatorin Sandra Scheeres
- 2020:[20] Weil die Redaktion ihre Leser „in diesem bekloppten Jahr nicht mit den Knalltüten allein lassen wollte“ wurden unter dem Motto „Fein vs. Pein“ nicht nur 50 peinliche Berliner gekürt. Auch „50 Knallertypen“ wurden vorgestellt. Attila Hildmann war zum wiederholten Mal der peinlichste Berliner, Christian Drosten wurde zum „Er-Faktor“ in der Pandemie erklärt.
- 2021: Volker Bruch für „Schwurbilon Berlin“.[21][22] (Im Vorjahr noch selbst auf Platz 8 der 25 Personen umfassenden Liste mit dem Titel Die besten Berliner des Jahres 2020: Wer uns komplett überzeugte gekürt[23])
- 2022: Patricia Schlesinger, „Systemsprengerin“ und ehemalige Intendantin des RBB.[24]
- 2023: Till Lindemann, „Rammbock“ und Musiker.[25]

## 2020: Die überzeugendsten Berliner
Im Jahr 2020 veröffentlichte die tip-Redaktion einmalig eine 10 Personen umfassende Liste mit dem Titel Die besten Berliner des Jahres 2020: Wer uns komplett überzeugte in der auf Platz 8 Volker Bruch steht. Zitat: „Bruch sammelt gemeinsam mit seinem Kollegen Trystan Pütter zum zweiten Mal mit der Initiative ‚Los für Lesbos‘ Spenden für Geflüchtete“.